# 2508 Alupka
2508 Alupka este un asteroid din centura principală, descoperit pe 13 martie 1977 de Nikolai Cernîh.